# Illegal Times

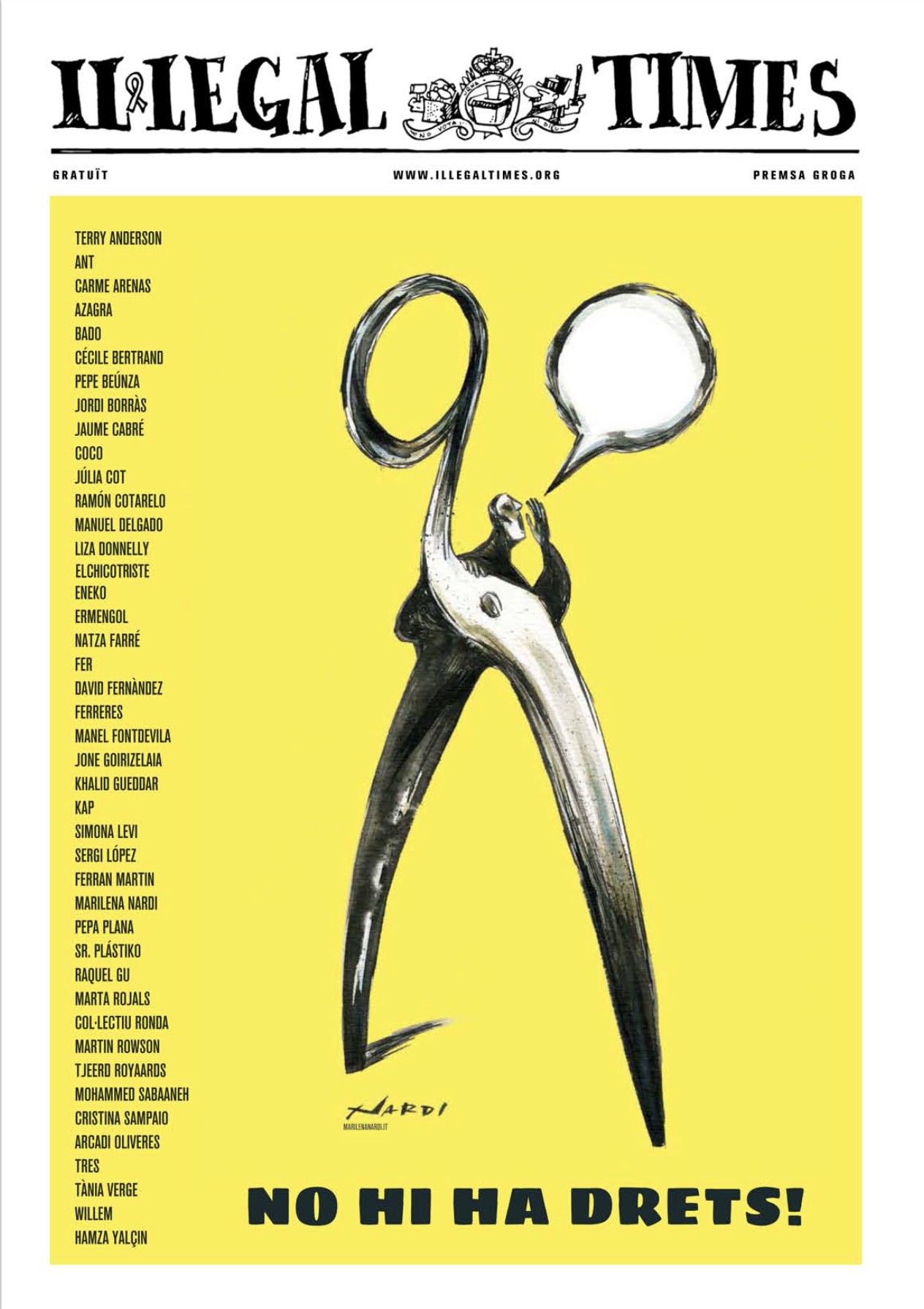
Portada d'Illegal Times, amb dibuix de Marilena Nardi, imatge guardonada amb el World Press Cartoon 2018

Illegal Times és una publicació satírica catalana que reuneix vinyetes de dibuixants d'arreu del món amb la voluntat de "despertar consciències" i "denunciar la vulneració de drets fonamentals" a Catalunya, després dels fets de l'1 d'Octubre i l'aplicació de l'article 155. Es tracta d'una iniciativa del dibuixant Kap (Jaume Capdevila) i la cooperativa l'Apòstrof, i es van distribuir 10.000 exemplars gratuïts en paper que s'esgotaren durant la setmana del 18 de desembre de 2017.
S'edità un número únic, de 24 pàgines i format tabloide, combinant dibuixos satírics i textos breus. Un dels trets destacats és que compta amb la participació d'algunes de les principals figures del dibuix satíric actual mundial, com Liza Donnelly, dibuixant de la famosa revista The New Yorker, o Coco de Charlie Hebdo, Willem de Liberation, o Martin Rowson de The Guardian. També les principals dibuixants de Catalunya, com el mateix Kap, o Miquel Ferreres, Manel Fontdevila, Azagra o Fer, així com escriptors i periodistes com Jaume Cabré, David Fernández, Marta Rojals, Arcadi Oliveres, Simona Levi, o Manuel Delgado, entre d'altres.
Val la pena destacar que Illegal Times és la primera publicació satírica catalana feta en paper d'àmbit no regional que s'ha publicat en el segle xxi, i que els darrers intents de reviscolar la tradició de la premsa satírica catalana foren revistes com El Drall (1988) o la primera època de El Triangle (1990-1995).
Illegal Times es presenta amb el subtítol "premsa groga" –cal recordar que en aquell moment, el clor groc estava prohibit per la junta electoral.
La coberta és a càrrec de la dibuixant italiana Marilena Nardi, i sota el titular "No hi ha drets!" es llisten les firmes que col·laboren en el projecte. En la obertura, amb dibuixos de Kap, es recorda que "Aquesta publicació vol ser un crit plural i valent per denunciar els atacs contra els drets col·lectius i individuals, i entre ells la llibertat d'expressió. I ho fem utilitzant com a tota arma la ploma, en forma de vinyetes i de reflexions, les vinyetes que aporten una vintena llarga de dibuixants satírics d'arreu del món, molts dels quals col·laboren amb diaris de prestigi internacional, i les reflexions escrites per una quinzena d'activistes socials i culturals. Juntes alcem la veu per cridar prou repressió. Ni a Catalunya ni enlloc." A continuació se succeeixen els articles i els dibuixos que conformen un mosaic de dades, opinions i consideracions sobre la situació, especialment centrat en la vulneració de drets, la violència policial, la repressió i la resposta autoritària de l'Estat Espanyol. La pàgina central conté un pòster signat pel dibuixant Eneko –acomiadat recentment del diari 20 minutos per mostrar-se crític amb el govern espanyol davant la situació a Catalunya– i a la pàgina 22 hi ha una curiosa butlleta que convida els patriotes a denunciar aquesta publicació davant l'Audiència Nacional i els facilita el formulari de la querella, dibuixat irònicament.
La publicació es presentà el 18 de desembre al Col·legi de periodistes de Catalunya amb la presència de la dibuixant belga Cécile Bertrand, que col·laborà en la revista i és una de les il.il·lustradores més veteranes i reconegudes del panorama europeu. Una gran quantitat de mitjans se'n van fer ressò: El Periódico, TV3, Ara, Vilaweb, Público, La Directa o El Nacional van publicar cròniques de l'acte, en el que Carme Herranz, del Col·lectiu Ronda desgranà un seguit de vulneracions de drets, i diversos dibuixants com Kap, Ant, Ferran Martin, o Raquel GU, van dibuixar en directe en un mural. L'aparició d'aquesta revista també va tenir un ampli ressò fora de Catalunya.
El Juny de 2018, el dibuix de la coberta d'Illegal Times, fet per l'artista italiana Marilena Nardi, guanyà el Grand Prix del World Press Cartoon. Aquesta vinyeta, d'unes tisores cridant a la llibertat d'expressió, fou així, considerada la millor vinyeta de totes les publicades arreu del món durant l'any 2018. El jurat d'aquest premi, el més prestigiós en el món pel que fa al dibuix d'humor, la va escollir entre més de 600 dibuixos publicats entre 227 diaris o revistes provinents de 54 països. Tanmateix, Nardi es la primera dona que aconsegueix aquest premi

## Col·laboradors
La publicació fou una idea original de Jaume Capdevila (Kap) i l'Apòstrof SCCL, i ha estat possible gràcies al Grup Ecos, el Col·lectiu Ronda, la Fundació Roca i Gales, Arç cooperativa, Jamgo SCCL, Olistis SCCL, Bruna SCCL, Andreu Comas, Núria Vila, Patrícia Rodríguez i Bel Zaballa.

### Dibuixos
- Terry Anderson (UK)
- Ant
- Coco (FR)
- Liza Donnelly (USA)
- Eneko
- Ermengol
- Fer
- Ferreres
- Manel Fontdevila
- Khalid Gueddar (Marroc)
- Kap
- Ferran Martín
- Marilena Nardi (IT)
- Sr. Plástiko
- Raquel GU
- Martin Rowson (UK)
- Tjeerd Royards (NL)
- Mohammed Sabaaneh (Palestina)
- Cristina Sampaio (Portugal)
- Tres
- Willem (FR)

### Textos
- Carme Arenas
- Pepe Beúnza
- Jordi Borràs
- Jaume Cabré
- Júlia Cot
- Ramon Cotarelo
- Manuel Delgado
- Natza Farré
- David fernández
- Jone Goirizelaia
- Simona Levi
- Sergi López
- Pepa Plana
- Marta Rojals
- Col·lectiu Ronda
- Arcadi Oliveres
- Tània Verge i Mestre
- Hamza Yalçin